# Nóż w wodzie
Nóż w wodzie – polski czarno-biały film psychologiczny z 1961 roku w reżyserii Romana Polańskiego, zrealizowany na podstawie scenariusza autorstwa Polańskiego, Jerzego Skolimowskiego i Jakuba Goldberga. Pełnometrażowy debiut Polańskiego jest psychodramą rozgrywającą się pomiędzy trzema osobami – małżonkami Krystyną i Andrzejem oraz tajemniczym chłopakiem – w posezonowym pejzażu mazurskich jezior.
Zrealizowany na Mazurach film Polańskiego otrzymał nagrodę FIPRESCI na festiwalu w Wenecji i nominację do Oscara dla najlepszego filmu nieanglojęzycznego, co zapoczątkowało międzynarodową karierę reżysera. Natomiast w Polsce obraz został odrzucony przez ówczesną krytykę filmową i oficjalnie potępiony przez władze, toteż Polański wyemigrował do Francji. Współcześnie Nóż w wodzie ma opinię jednego z najlepszych filmów polskich, o czym świadczy plebiscyt przeprowadzony wśród twórców i popularyzatorów kultury filmowej przez Muzeum Kinematografii w Łodzi, w którym film Polańskiego znalazł się na czwartym miejscu.

## Opis fabuły

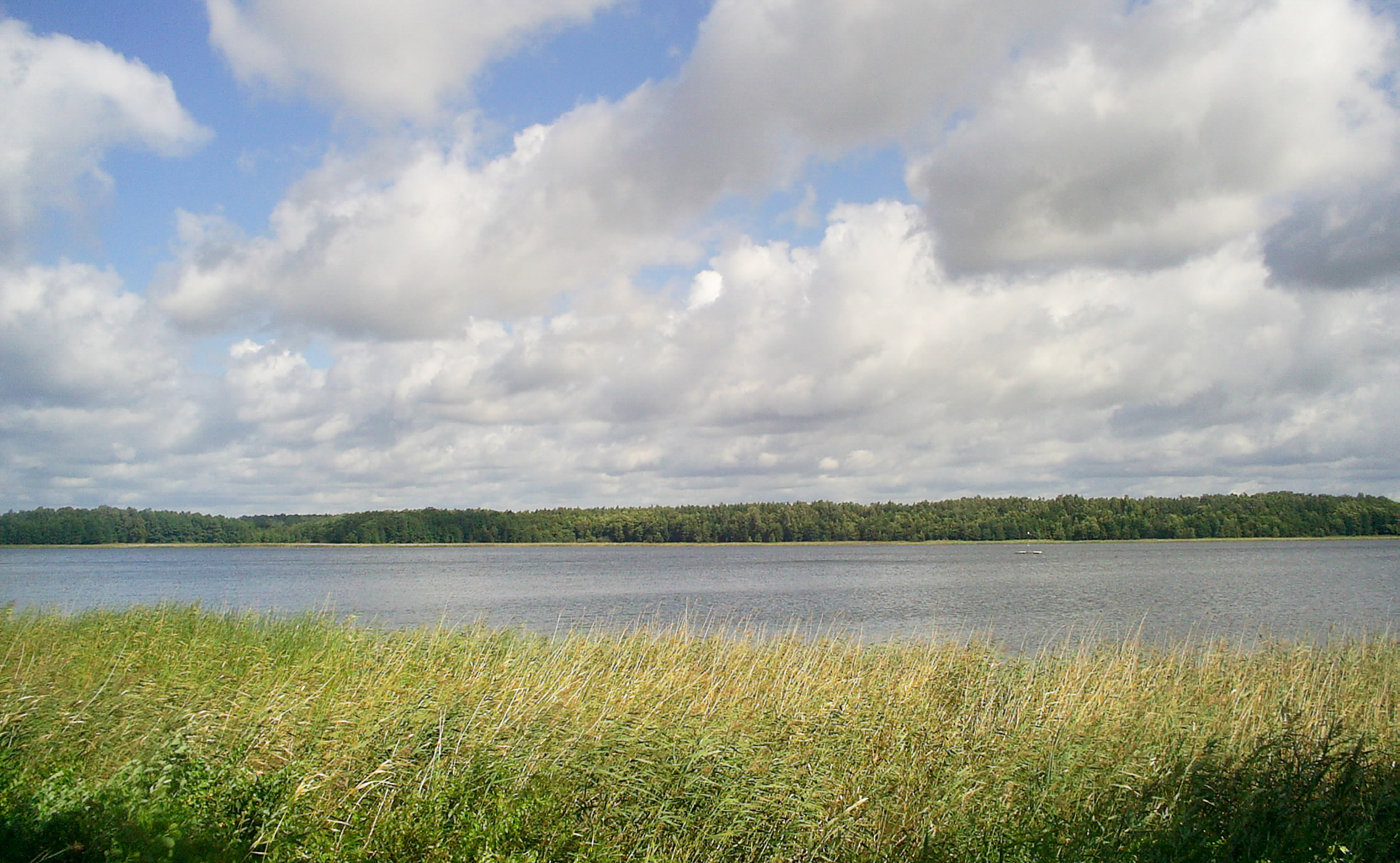
Jezioro Kisajno, jeden z plenerów wykorzystanych w filmie

Dziennikarz sportowy Andrzej wyjeżdża ze swoją znacznie młodszą żoną Krystyną na wypoczynek na Mazury. Prowadzony przez niego Peugeot 403 zostaje nagle zatrzymany przez przypadkowo spotkanego autostopowicza. Brawura chłopaka imponuje Andrzejowi, więc decyduje się zabrać go ze sobą. Na miejscu na całą trójkę czeka okazały jacht „Christine”, którym wybierają się w rejs po jeziorze. Światopoglądy dziennikarza i autostopowicza bardzo się różnią. Andrzej, który ma wysoką pozycję społeczną i jest ustawiony życiowo, podejmuje współzawodnictwo z młodzieńcem, który dysponuje jedynie odwagą oraz nożem sprężynowym.
Podczas burzy cała trójka chroni się pod pokład, a atmosfera gęstnieje. Poniżany przez Andrzeja chłopak wdaje się z nim w kłótnię, podczas której nóż ląduje w wodzie, a Andrzej spycha młodzieńca do wody. Zdenerwowany mężczyzna szuka ciała. Kiedy jednak go nie odnajduje, płynie do brzegu by szukać pomocy. W czasie jego nieobecności chłopak wraca na pokład jachtu, gdzie została Krystyna. Początkowo zaskoczona jego pojawieniem się, okazuje zdenerwowanie, ale później dochodzi między nimi do zbliżenia. O poranku Krystyna płynie do przystani, gdzie informuje Andrzeja, że go zdradziła. Ten nie chce, a przede wszystkim nie może uwierzyć, że to zrobiła. Zakończenie filmu jest niejednoznaczne – małżonkowie wracają samochodem i zatrzymują się na skrzyżowaniu; Andrzej nie może się zdecydować, czy udać się do domu, czy na komisariat milicji.

## Obsada
Źródło: FilmPolski.pl
- Leon Niemczyk – Andrzej
- Jolanta Umecka – Krystyna

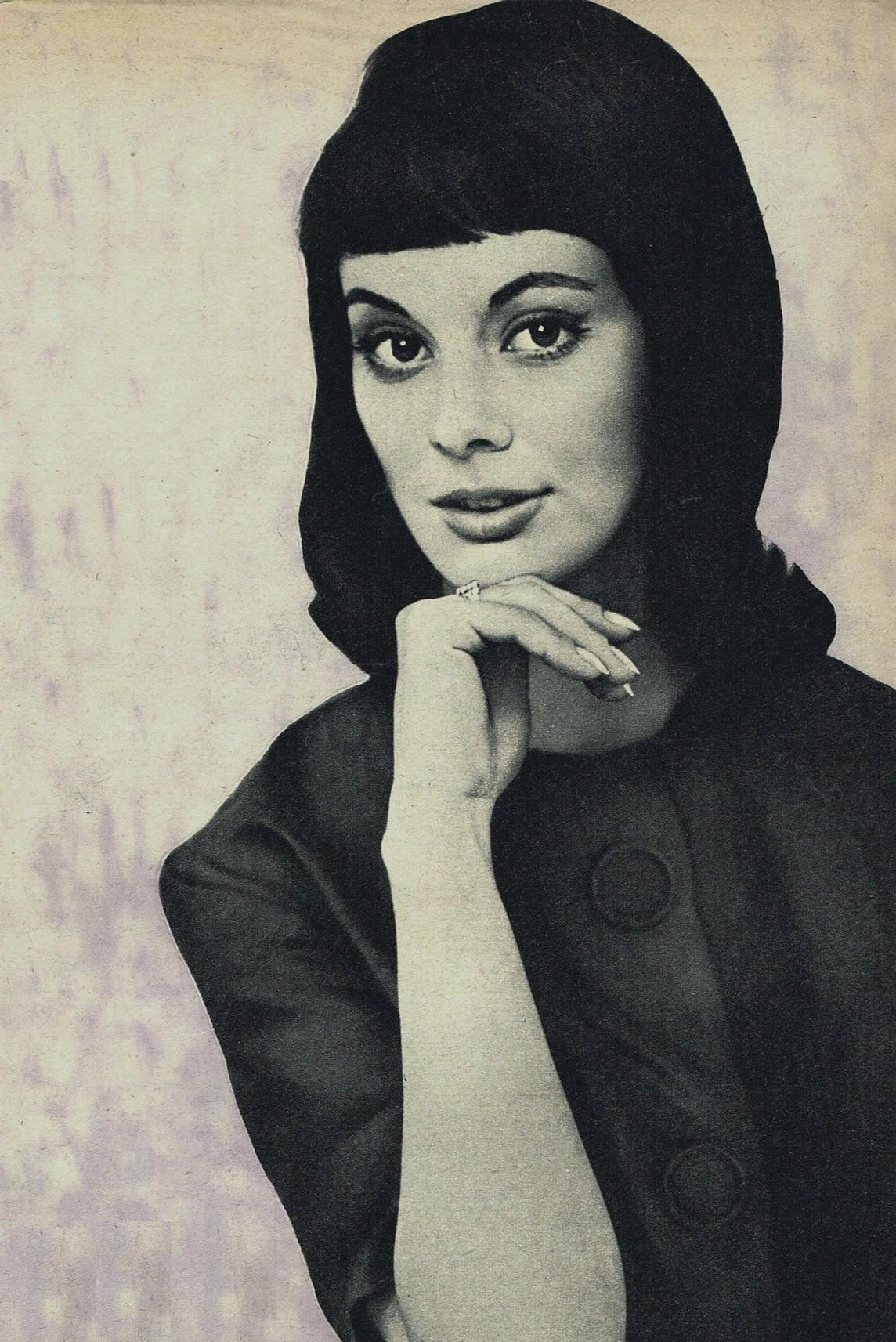
Jolanta Umecka

- Anna Ciepielewska – Krystyna (głos)
- Zygmunt Malanowicz – chłopak
- Roman Polański – chłopak (głos)

## Produkcja
Nóż w wodzie został wyprodukowany przez Zespół Realizatorów Filmowych „Kamera”, którym kierował Jerzy Bossak. Bossak miał być promotorem debiutanckiego dzieła obiecującego reżysera filmów krótkometrażowych takich jak Dwaj ludzie z szafą, czyli Romana Polańskiego. Pierwotny scenariusz autorstwa Polańskiego, napisany wraz z Jakubem Goldbergiem pod tytułem Agrafka, fajka i nóż, został jednak odrzucony. Dopiero trzeci scenarzysta filmu, Jerzy Skolimowski, którego Polański poznał dzięki kompozytorowi Krzysztofowi Komedzie, nadał przyszłemu projektowi impet. Jak twierdził Polański: „talentem i oryginalnością Skolimowski przerastał o głowę innych kandydatów”.
Komisja Ocen Scenariuszy, zebrawszy się 25 kwietnia 1961 roku, odrzuciła widniejący już pod tytułem Nóż w wodzie pierwszy projekt scenariusza, opracowany przez Skolimowskiego; była natomiast mniej niechętna wobec poprawionej drugiej wersji. Mimo to projekt wzbudził szereg wątpliwości. Aleksander Ścibor-Rylski twierdził, że autorzy „są w stanie napisać dobry scenariusz rozrywkowy”, jednak wyraził wątpliwość „czy powinni brać kurs na filozofię”. Krzysztof Teodor Toeplitz z kolei uznał scenariusz Noża w wodzie za „pretekst do pokazania widzowi uroków weekendów na jeziorach mazurskich”. 8 czerwca 1961 roku Nóż w wodzie został jednak ostatecznie zaaprobowany i skierowany do produkcji.
Przyjaciele reżysera, Jakub Goldberg oraz Andrzej Kostenko, otrzymali funkcje jego asystentów. Kostiumy dla trójki bohaterów zaprojektowała Barbara Ptak. Za zdjęcia do filmu odpowiadał Jerzy Lipman wraz z operatorem kamery Andrzejem Gronau, a bezpieczeństwa ekipy filmowej strzegł ratownik Wojciech Frykowski. Jedynym zawodowym aktorem na planie był Leon Niemczyk, wcielający się w rolę Andrzeja. Jolantę Umecką, która zagrała Krystynę, Polański zaprosił do udziału w filmie, spotkawszy ją na basenie. Natomiast Zygmunt Malanowicz, odtwarzający postać chłopaka, był młodym studentem aktorstwa. Polański zamierzał sam zagrać chłopaka, toteż prosił usilnie Bossaka o pozwolenie na odtworzenie tej roli, jednak spotkał się z odmową. Nieusatysfakcjonowany rolą Malanowicza reżyser podłożył pod jego kwestie dialogowe swój głos; także głos Umeckiej zastąpiono innym – głosem Anny Ciepielewskiej.
Polański, który w tamtym okresie chętnie żeglował, tak wspomina powstawanie filmu:

Kiedy zacząłem myśleć o tym filmie, zdawałem sobie sprawę, że będę miał określony budżet i ograniczoną liczbę ludzi. Chciałem, żeby film był oryginalny, i chciałem zachować jedność czasu, miejsca i akcji. Przede wszystkim jednak chciałem wykorzystać krajobrazy, które tak bardzo kochałem.

Zdjęcia do Noża w wodzie rozpoczęły się w lipcu 1961 roku, a jako plenery wykorzystano Giżycko, Mikołajki oraz jeziora: Mikołajskie, Kisajno, Jagodne i Śniardwy. Ekipa filmowa przebywała w spartańskich warunkach. Kamerę Arriflex umocowano na pływającej platformie, a na osobnej łodzi usadowiła się ekipa elektryków i oświetlaczy. Zdjęcia do filmu były trudnym zadaniem, ze względu na zmienną pogodę na Mazurach. Nieustannie zmieniające się zachmurzenie nieba nie sprzyjało zachowaniu ciągłości ujęć, jednak Lipmanowi udało się uchwycić zdjęcia na łodzi w taki sposób, aby widz nie zauważył zmian pogody. Jeszcze większym wyczynem Lipmana było to, że zdołał nakręcić materiał filmowy z ręki, mimo że operował w skrajnie trudnych warunkach. W filmie początkowo został wykorzystany Mercedes W120, ale ekipa otrzymała polecenie, że nie wolno wykorzystywać tej marki, więc zastąpiono go samochodem Peugeot 403. Niemniej jednak zachowano wcześniej nakręcone ujęcia, stąd filmowy samochód w ujęciach kręconych z zewnątrz ma kierownicę czarną, a w ujęciach wewnątrz – białą.
Wyzwaniem dla Romana Polańskiego była praca z młodymi aktorami. Zygmunt Malanowicz wymagał odpowiedniej atmosfery oraz motywacji. Jolanta Umecka miała natomiast kłopoty z wyrażaniem emocji. Aby okazała strach w scenie, gdy chłopak niespodziewanie wraca na pokład, konieczny był wystrzał z rakietnicy oddany bez uprzedzenia za jej plecami. Trudności w realizacji Noża w wodzie wynikały również z osobistych doświadczeń reżysera, skłóconego z żoną Barbarą Kwiatkowską oraz głęboko dotkniętego śmiercią w wypadku samochodowym jego wykładowcy Andrzeja Munka. Polański, dowiedziawszy się o śmierci reżysera, wdał się w awanturę z jednym z milicjantów i musiał spędzić noc w areszcie. Wracając z Giżycka wraz z Goldbergiem, Polański miał wypadek samochodowy, w wyniku którego doznał pęknięcia czaszki i trafił na dwa tygodnie do szpitala. Mimo tych przeszkód zdjęcia ukończono w listopadzie 1961 roku.

## Odbiór

### Krytyka
Według danych Zespołu Programowego Biura Komitetu Kinematografii do czerwca 1991 roku w polskich kinach odbyło się 8956 seansów filmu, a obejrzało go 1 064 059 widzów. Pierwotnie jednak film po oficjalnej krytyce został wycofany z ekranów kin po dwóch tygodniach od premiery, która miała miejsce 9 marca 1962.
Dzieło Polańskiego (pomimo dokonanych przez reżysera kilku niewielkich skrótów dla uspokojenia władz) nieprzychylnie przyjęło kierownictwo Komitetu Centralnego PZPR, zarzucając filmowi „oderwanie od realiów” i wywieranie negatywnego wpływu na młodzież. Władze irytował fakt, że film naśladował wzorce zachodnie, powątpiewał w socjalistyczną równość, zachęcał do identyfikacji z chłopakiem – buntownikiem, a także nie miał jednoznacznego przesłania ani morału. Biuro Komisji Episkopatu Polski do Spraw Filmu, Radia, Telewizji i Teatru podkreśliło natomiast, że film „przy swojej płytkości ma wyraźną tendencję do usprawiedliwiania wolnej miłości”.

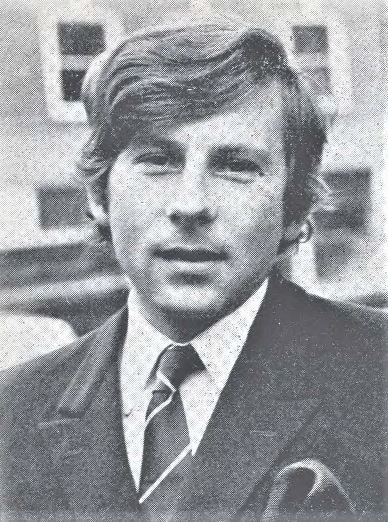
Roman Polański

Nożowi w wodzie, podobnie jak filmom Do widzenia, do jutra (1960) Janusza Morgensterna oraz Niewinnym czarodziejom (1960) Andrzeja Wajdy, zarzucano powszechnie inspirację kinem Nowej Fali. Zbigniew Klaczyński pisał w „Trybunie Ludu”: „[film jest] jawnym dowodem przemożnego wypływu pewnych zachodnich artystycznych mód [...]. To najlepszy polski film francuskiej nowej fali”. Skojarzenia te nasuwała m.in. muzyka jazzowa Krzysztofa Komedy. Zarzut powinowactwa z Nową Falą reżyser stanowczo odrzucał, wyrażając swoje uznanie przede wszystkim dla filmów amerykańskich.
Recenzje były podzielone: o ile Zbigniew Klaczyński na łamach „Trybuny Ludu” przypuścił zajadły atak na film Polańskiego, o tyle Jan Józef Szczepański z „Tygodnika Powszechnego” usiłował bronić Noża w wodzie, wysuwając bardziej racjonalne argumenty, wychodzące poza interpretację filmu w kategoriach nowofalowych. Również w Związku Radzieckim recenzje filmu nie były najlepsze: R. Sobolew zarzucał Polańskiemu mizantropię, a W. Kołodiażnaja wytykała bohaterom samolubstwo, posądzając samego reżysera o nihilizm. Nóż w wodzie wsparli nieliczni, przede wszystkim emigrant Marek Hłasko, który uznał dzieło Polańskiego za najlepszy film polski, jaki widział.
Problem z odbiorem Noża w wodzie mieli również brytyjscy krytycy. Przykładowo Richard Dyer na łamach pisma „Sight & Sound” usiłował przylepić filmowi łatkę specyficznej polskości, doszukując się w nim napięcia między nowoczesnością a polską tradycją. Jednocześnie Dyer docenił chłodny dystans, z którym reżyser podchodził do swoich bohaterów, a także odnalazł w dziele Polańskiego tropy sadomasochistyczne. Jak zauważył Marek Hendrykowski, recepcja krytyczna Noża w wodzie była pozytywna w dużej mierze dzięki otaczającej go „aurze politycznego skandalu i ekscytującemu posmakowi ideologicznej kontrabandy «zza żelaznej kurtyny»”.
Pod naporem krytyki w Europie Wschodniej Polański, nie widząc dla siebie przyszłości w Polsce, wyjechał do Francji. Prasa komunistyczna uznała emigrację Polańskiego za „zdradę narodową”, a jego położeniu nie sprzyjał międzynarodowy sukces Noża w wodzie. Jak się jednak okazało, pełnometrażowy debiut Polańskiego stał się jednym z najważniejszych produktów eksportowych polskiej kinematografii doby Polskiej Rzeczypospolitej Ludowej. Władze komunistyczne wysyłały film na festiwale w Wenecji, Prades, Nowym Jorku i Teheranie, gdzie zdobywał nagrody. Kulminacją sukcesu Noża w wodzie była pierwsza w historii polskiej kinematografii nominacja do Oscara dla najlepszego filmu nieanglojęzycznego. Rywalizację o Oscara film Polańskiego przegrał jednak z Osiem i pół (1963) Federica Felliniego. Nóż w wodzie pojawił się również na okładce magazynu „Time” z 20 września 1963 roku (z podpisem: „Kochankowie w polskim filmie”), a reżyserowi proponowano realizację amerykańskiego remake’u z udziałem między innymi Richarda Burtona oraz Warrena Beatty’ego, na co Polański jednak się nie zgodził.

### Analizy i interpretacje
Niektórzy krytycy filmu, jak na przykład Maria Kornatowska oraz Ewa Maj, dostrzegali w dziele Polańskiego krytykę gomułkowskiej epoki „małej stabilizacji” i postępującego konsumpcjonizmu Polski lat sześćdziesiątych XX wieku. Jacek Nowakowski zwrócił uwagę, że Nóż w wodzie dowodzi zainteresowania reżysera literaturą Witolda Gombrowicza. Podobnie jak w gombrowiczowskich dziełach, młodość i niedojrzałość chłopaka z czasem ustępują miejsca dojrzałości, której „obliczem jest kabotynizm, bufonada oraz samozadowolenie z faktu posiadania”. Konrad Klejsa interpretował film w kategoriach psychoanalitycznych, dostrzegając w nim obecność obiektów fallicznych: drążka steru, wiosła, stłuczonej butelki, lampy naftowej trzymanej między nogami Andrzeja, bierek oraz fajki. Ponadto samemu chłopakowi Klejsa przypisywał rolę „zdziecinniałego Edypa”, przeżywającego przyśpieszoną lekcję dojrzałości . Elżbieta Ostrowska zauważyła ponadto, że Nóż w wodzie ukazuje rozpad więzi rodzinnych sprzeczny z polską tradycją. Małżeństwo Krystyny i Andrzeja nie owocuje dziećmi, a związek między nimi jest bardziej pragmatyczny aniżeli romantyczny. Analiza filmu autorstwa Grażyny Stachówny koncentruje się przede wszystkim na gatunkowych walorach filmu, który zdaniem filmoznawczyni kryje w sobie inspirację kinem Alfreda Hitchcocka.

### Wyróżnienia
W 2015 roku Muzeum Kinematografii w Łodzi przeprowadziło wśród twórców i popularyzatorów kultury filmowej plebiscyt na 120-lecie kina, w wyniku którego Nóż w wodzie znalazł się na czwartym miejscu na liście najlepszych filmów polskich, za Ziemią obiecaną (1974) Wajdy, Rękopisem znalezionym w Saragossie (1965) Wojciecha Jerzego Hasa oraz Popiołem i diamentem (1958) Wajdy. Amerykański reżyser Martin Scorsese uznał Nóż w wodzie za jedno z arcydzieł polskiej kinematografii i wytypował go do prezentacji w Stanach Zjednoczonych oraz Kanadzie w ramach festiwalu polskich filmów Martin Scorsese Presents: Masterpieces of Polish Cinema w 2014 roku.

## Nagrody
Źródło: Filmpolski.pl
| Rok  | Festiwal                                     | Nagroda                                                   | Nominacja                                       | Wynik     |
| ---- | -------------------------------------------- | --------------------------------------------------------- | ----------------------------------------------- | --------- |
| 1962 | Międzynarodowy Festiwal Filmowy w Wenecji    | Nagroda Międzynarodowej Federacji Krytyków Filmowych      | Roman Polański                                  | Wygrana   |
| 1962 | Plebiscyt czasopisma „Film”                  | Złota Kaczka (Najlepszy film polski)                      | Roman Polański                                  | Wygrana   |
| 1963 | Festiwal w Prades                            | Grand Prix                                                | Roman Polański                                  | Wygrana   |
| 1963 | 36. ceremonia wręczenia Oscarów              | Oscar dla najlepszego filmu nieanglojęzycznego            | Roman Polański                                  | Nominacja |
| 1964 | Międzynarodowy Festiwal Filmowy w Oberhausen | Nagroda młodych krytyków zachodnioniemieckich             | Roman Polański                                  | Wygrana   |
| 1965 | Międzynarodowy Festiwal Filmowy w Panamie    | Nagroda Międzynarodowej Federacji Krytyków Filmowych      | Roman Polański                                  | Wygrana   |
| 1965 | Międzynarodowy Festiwal Filmowy w Teheranie  | Złoty Delfin                                              | Roman Polański                                  | Wygrana   |
| 2009 | Lato Filmów                                  | Nagroda za najlepszy scenariusz w historii polskiego kina | Roman Polański Jerzy Skolimowski Jakub Goldberg | Wygrana   |